# Elecktra Bionic
Elecktra Bionic, nombre artístico de Mattia Di Renzo (16 de mayo de 1994), es una drag queen italiana radicada en Turín, Piamonte. Es conocida por ganar la primera temporada de Drag Race Italia.

## Carrera
Elecktra fue anunciada como concursantes de Drag Race Italia en 2021. Ganó cuatro de los seis minirretos posibles en el programa, y nunca ganaron un solo maxirreto. Se convirtió en una de las primeras concursantes de la franquicia Drag Race en ganar su temporada sin ganar ningún maxirreto. En abril de 2022, Elecktra reveló que habían sido invitada a competir en Canada's Drag Race: Canada vs. the World, pero rechazó la oferta.

## Vida personal
En diciembre de 2018, Di Renzo fue víctima de un ataque homofóbico. Fue acosados y golpeado por dos hombres franceses. Renzo, que iba en drag en ese momento, pudo ganar una pelea a puñetazos contra ambos y asustarlos.

## Filmografía

### Televisión
| Año  | Título                         | Papel      | Notas                                                 |
| ---- | ------------------------------ | ---------- | ----------------------------------------------------- |
| 2021 | Drag Race Italia (temporada 1) | Ella misma | Ganadora                                              |
| 2022 | Drag Race Italia (temporada 2) | Ella misma | Invitada especial; Episodio: "Hijas de las estrellas" |

## Discografía

### Como artista invitada
| Año  | Título                                       |
| ---- | -------------------------------------------- |
| 2021 | "A Little Bit of Love" (Versión del reparto) |

| Predecesora: - | Ganadora de Drag Race Italia 2021 | Sucesora: La Diamond |